# Día Mundial de los Animales
El Día Mundial de los Animales es un día internacional de acción por los derechos y el bienestar de los animales que se celebra anualmente del 2 al 4 de octubre,día de la festividad de Francisco de Asís, el santo patrón de los animales.
El movimiento del Día Mundial de los Animales cuenta con el apoyo y el respaldo de varias celebridades, como Anneka Svenska, Brian Blessed y Melanie Chisholm.

## Proclamación
El Día Mundial de los Animales fue proclamado por primera vez el 24 de marzo de 1925 en Berlín, Alemania, por el cinólogo Heinrich Zimmermann, un autor y editor alemán nacido en Varsovia, Polonia. Zimmermann, quien también publicaba la revista bimensual Mensch und Hund (El Hombre y el Perro), usó su plataforma para promover sus ideas sobre el bienestar animal y para establecer el Comité del Día Mundial de los Animales. La primera celebración tuvo lugar en el Palacio de Deportes de Berlín y atrajo a unas 5,000 personas. Inicialmente, Zimmermann había planeado la celebración para el 4 de octubre, en honor a San Francisco de Asís, pero debido a la disponibilidad del lugar, la fecha se trasladó a marzo. En 1929, la celebración se realizó el 4 de octubre y, finalmente, en mayo de 1931, el Congreso Internacional de Protección Animal en Florencia, Italia, adoptó la resolución para celebrar el Día Mundial de los Animales el 4 de octubre.

## Celebración
Este día se celebra el 4 de octubre de cada año y la fecha fue elegida para coincidir con la festividad de San Francisco de Asís (1181-1226), conocido en la tradición católica por su amor y cuidado hacia los animales y su estatus como santo patrón de los animales. Desde su inicio en 1925, la celebración ha crecido significativamente, abarcando eventos en más de 70 países. Las actividades típicas incluyen eventos educativos y de concienciación, recaudaciones de fondos, campañas de donación, talleres y marchas pacíficas. Organizaciones, empresas y particulares se unen para dar voz a los animales y destacar la necesidad de tratarlos con respeto y dignidad.
El propósito de este día incluye prevenir la crueldad humana hacia los animales, preservar los bosques y hábitats naturales, respetar los sentimientos de los animales, mejorar sus condiciones de vida, promover la medicina veterinaria y la conservación, salvar especies en peligro de extinción y controlar la vida silvestre. La participación en este día se ha visto potenciada desde 2003 con el lanzamiento del sitio web del Día Mundial de los Animales por la Naturewatch Foundation, lo que ha permitido un mayor alcance y coordinación global de las actividades y eventos relacionados con esta jornada.
En Argentina se celebra el Día del animal cada 29 de abril desde 1908, fecha instaurada por Ignacio Lucas Albarracín, presidente de la Sociedad Protectora de los Animales en el país, quien falleció ese mismo día de 1926.